# Lafayette County, Florida
Lafayette County är ett administrativt område i delstaten Florida, USA, med 8 870 invånare. Den administrativa huvudorten (county seat) är Mayo.

## Geografi
Enligt United States Census Bureau har countyt en total area på 1 419 km². 1 406 km² av den arean är land och 13 km² är vatten.

### Angränsande countyn
- Suwannee County, Florida - öst
- Gilchrist County, Florida - sydöst
- Dixie County, Florida - syd
- Taylor County, Florida - väst
- Madison County, Florida - nordväst